# ASB13
ASB13‏ (Ankyrin repeat and SOCS box containing 13) هوَ بروتين يُشَفر بواسطة جين ASB13 في الإنسان.